# اناندنگار
اناندنگار (به انگلیسی: Anandnagar) یک منطقهٔ مسکونی در هند است که در اوتار پرادش واقع شده‌است.

## خصوصیات
اناندنگار ۱۰٬۱۸۱ نفر جمعیت دارد و ۸۸ متر بالاتر از سطح دریا واقع شده‌است.